# Dichelacera acrocata
Dichelacera acrocata är en tvåvingeart som beskrevs av Philip 1967. Dichelacera acrocata ingår i släktet Dichelacera och familjen bromsar. Inga underarter finns listade i Catalogue of Life.